# L'ultima resistenza a Isandlwana
L'ultima resistenza a Isandlwana (titolo originale The Last Stand at Isandhula) è una pittura a olio di Charles Edwin Fripp, esposta per la prima volta nel 1885. È una reinterpretazione artistica della battaglia di Isandlwana del 1879, ed è considerata l'opera più rappresentativa a livello iconografico della guerra anglo-zulu.

## Genesi
Nel 1879 era infuriata in Sudafrica la breve ma sanguinosa guerra anglo-zulu tra l'Impero britannico e il popolo africano. I britannici, convinti di poter avere in breve tempo ragione dei più arretrati zulu, avevano invaso troppo frettolosamente le loro terre, venendo per questo colti di sorpresa e massacrati alla battaglia di Isandlwana, la peggiore disfatta di una potenza europea in Africa sino ad allora. Solo le disperate difese dei presidi di Rorke's Drift ed Eshowe avevano permesso ai britannici di non perdere tutte le proprie posizioni, consentendo così di progettare una nuova offensiva, che avrebbe portato al collasso del Regno Zulu entro la fine dell'anno.
Charles Edwin Fripp, allora giornalista di guerra per il quotidiano The Graphic, visitò il Sudafrica a conflitto in corso, giungendo sul campo di battaglia di Isandlwana alcune settimane dopo la sconfitta britannica del 22 gennaio. Fripp rimase estremamente impressionato da ciò che vide: temendo un'imboscata zulu, i britannici non avevano ancora osato tornare sul luogo della disfatta, lasciando quindi insepolte le migliaia di soldati periti nel massacro, ormai ridotti a poco più che scheletri. Turbato dal tetro spettacolo Fripp, che era anche vignettista, fu ispirato a ritrarre l'eroica ultima resistenza dei britannici a Isandlwana. Il giornalista rimase sul fronte di guerra per diverso tempo, presenziando alle battaglie di Gingindlovu e Ulundi e al recupero del corpo di Napoleone Eugenio Luigi Bonaparte, caduto in un'imboscata zulu. Questi episodi fornirono a Fripp vividi riferimenti visivi per il futuro quadro.
L'ambiziosità del progetto costrinse l'artista a impiegare alcuni anni per completarlo, ma rimase fermamente convinto del suo potenziale grazie al successo di un altro suo quadro, sempre inerente alla battaglia di Isandlwana, che ritraeva la morte dei tenenti Teignmouth Melvill e Nevill Coghill, che avevano tentato di fuggire dal campo di battaglia portando con sé le insegne britanniche per salvare l'onore nazionale.
Il dipinto, inizialmente intitolato The Last Stand at Isandhula per un'erronea denominazione del luogo della battaglia, venne esposto per la prima volta alla Royal Academy of Arts nel 1885. Il pubblico tuttavia lo accolse freddamente: oramai era passato troppo tempo dalla guerra, e l'entusiasmo iniziale che aveva animato l'opinione pubblica britannica era ormai svanito. Era inoltre troppo imbarazzante ricordare una sconfitta disastrosa come quella di Isandlwana, e il clima politico era ora favorevole agli zulu, in quanto l'allora primo ministro William Ewart Gladstone aveva basato la propria campagna elettorale sull'ingiustizia dell'aggressione britannica contro gli zulu, accogliendo inoltre in Gran Bretagna il loro re Cetshwayo, allora in esilio, riscuotendo molta approvazione nella società inglese. Tutto ciò concorse quindi alla poca attenzione dedicata alla pur notevole opera di Fripp.
Terminata l'esposizione alla Royal Academy, il dipinto venne ceduto al National Army Museum, dove si trova ancora oggi. Nonostante l'iniziale insuccesso, col tempo la notorietà del quadro crebbe enormemente, al punto da divenire uno dei dipinti più illustri del National Army Museum, così come l'opera iconografica più rappresentativa della guerra anglo-zulu e dell'imperialismo britannico.

## Descrizione
L'ultima resistenza a Isandlwana è una pittura a olio di grandi dimensioni, che immagina lo svolgimento della battaglia di Isandlwana, risoltasi nel massacro della colonna britannica che aveva invaso lo Zululand senza le dovute precauzioni. La confusione dei violentissimi scontri pervade tutto il dipinto: mentre sullo sfondo si staglia il monte Isandlwana, e il fumo delle scariche di fucile copre in parte l'orda dei guerrieri zulu e le poche giubbe rosse che ancora resistono alla loro avanzata, in primo piano una compagnia di soldati britannici tenta di formare un quadrato per opporre un'ultima resistenza all'attacco zulu prima del proprio totale annientamento. La sconfitta è ormai imminente e il tentativo destinato al fallimento, come testimoniano alcuni zulu che già attaccano i soldati e i numerosi cadaveri che disseminano il terreno.
Notevole è l'assenza nel dipinto di alcun ufficiale, probabile critica mossa da Fripp all'incapacità dei comandanti britannici, ritenuti i principali responsabili della disfatta a fronte dell'eroismo dei semplici soldati. La rappresentazione di Fripp è probabilmente non rispondente al reale andamento della battaglia, poiché i pochi sopravvissuti la descrissero come una disordinata rotta nella quale mancò del tutto una resistenza organizzata da parte dei britannici, come invece suggerisce il dipinto.
Il lavoro di Fripp si distingue comunque per l'accuratezza e la dovizia di particolari con cui sono rappresentati i guerrieri zulu, che l'autore aveva osservato di persona e che gli altri artisti del periodo dipingevano invece in maniera assai più approssimata e stereotipica. Come testimoniato dagli appunti di Fripp, l'eroica resistenza zulu alla battaglia di Ulundi lo impressionò favorevolmente, spingendolo così a riprodurne le gesta con la massima aderenza alla realtà nei suoi lavori seguenti.

## Restauro
L'opera è rimasta continuativamente esposta al National Army Museum di Londra per diversi decenni senza interruzione, e ciò ne ha causato un lento ma costante degrado. Nel 2015 il quadro risultava rivestito da una patina gialla a causa della graduale discolorazione delle tinte ad olio originali; inoltre alcune sezioni presentavano crepe nella pittura a causa dell'umidità patita dall'opera durante i periodi trascorsi nei magazzini del museo, ed alcuni frammenti si erano staccati nel corso degli anni andando persi. Il dipinto era stato inoltre sottoposto in passato ad altri piccoli eventi di restauro, che tuttavia si erano rivelati troppo invasivi andando a danneggiarlo ulteriormente.
Per impedire ulteriori danneggiamenti del quadro, nel 2016 il personale del museo l'ha sottoposto ad un'importante opera di restauro. Grazie allo studio di foto d'epoca del dipinto i restauratori furono in grado di ricostruire le sue parti mancanti, e la rimozione della patina gialla ripristinò la vivacità dei colori originali. Il restauro è stato considerato un successo, e il dipinto è presto tornato ad essere esposto al National Army Museum.